# زنتروپا
زنتروپا (انگلیسی: Zentropa) یک شرکت دانمارکی تهیه و تولید فیلم است که در سال ۱۹۹۲ میلادی، توسط لارس فون تریه و پیتر اولبک ینسن برپا شد. این شرکت نامش را از شرکت راه‌آهن زنتروپا در فیلم اروپا می‌گیرد که سرآغاز همکاری فون تریه با ینسن بود.
این شرکت بیش از ۷۰ فیلم بلند تهیه نموده و شهرتش به سبب ایجاد سبک و جنبش دگما ۹۵ است.
از فیلم‌های تهیه‌شده توسط این شرکت می‌توان به خانه‌ای که جک ساخت، رستگاری، شکار، نیمفومانیاک، یک رابطه سلطنتی، آنچه ما نیاز داریم عشق است، حس بی‌نقص، مالیخولیا، شناسه: اِی، در یک دنیای بهتر، ماموت، ضدمسیح، پژواک، همه‌چیز درباره آنا، مندرلی، برادران، پنج مانع، داگویل، رقصنده در تاریکی، زبان ایتالیایی برای مبتدی‌ها، کنستانتس، شکستن امواج و پان اشاره کرد.